# Bell 206

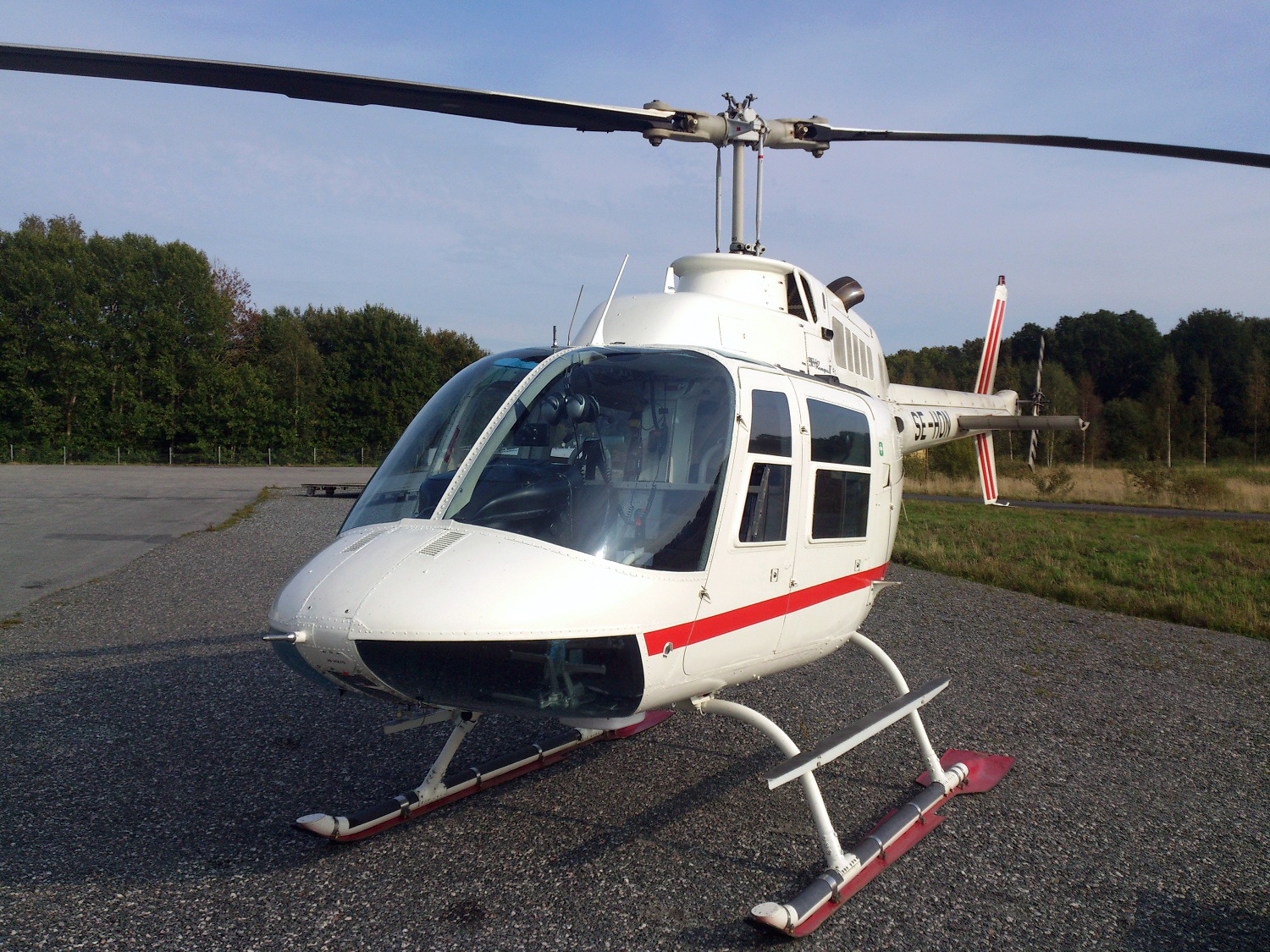
En Bell 206. Just denna användes i helikopterrånet i Västberga 2009.

Bell 206 är en lätt, tvåbladig, enmotorig helikopter tillverkad av Bell Helicopter. Ursprungligen togs Bell 206 fram under början av 60-talet som en konkurrent i amerikanska arméns program för en lätt spaningshelikopter, men förlorade upphandlingen. Bell designade då om helikoptern och lanserade den på civila marknaden som Bell 206 JetRanger, där den kom att bli en kommersiell framgång. Denna omdesignade Bell 206 anskaffades även sedermera av den amerikanska armén (OH-58 Kiowa). Senare lanserades en förlängd variant av 206 kallad LongRanger. Bell 206 har även licenstillverkats av Agusta.

## Användning i Sverige
I Sverige har Bell 206 använts av bland annat Polisen och civila operatörer, liksom av försvarsmakten (under beteckningen Helikopter 6).

## Övrigt
En helikopter av denna typ användes i helikopterrånet i Västberga i september 2009. Detta rån blev omtalat både inom Sverige men även i flera andra länder.